# Pare Llanos

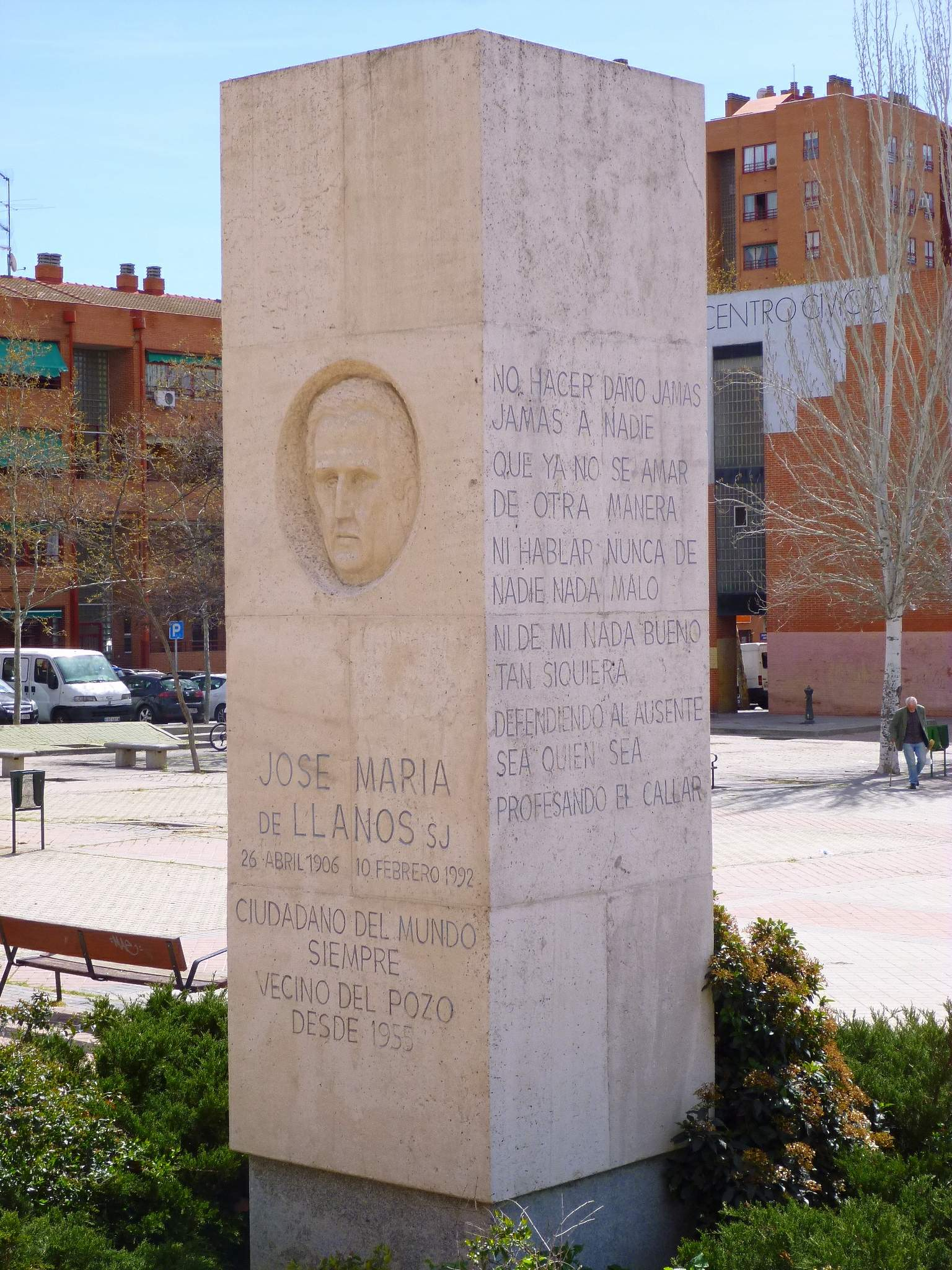
Monument al Pare Llanos al barri del Pozo del Tio Raimundo.

Pare Llanos és el nom amb què és conegut el sacerdot José María de Llanos Pastor, jesuïta espanyol i militant comunista nascut el 26 d'abril de 1906 i mort el 10 de febrer de 1992.
Llicenciat en Químiques el 1927, aquest jesuïta va ser l'artífex del desenvolupament de tot un barri madrileny: El Pozo del Tío Raimundo. Antic falangista i director d'exercicis espirituals per al dictador Francisco Franco, va arribar al barri el 1955 on, davant les misèries i injustícies que es vivien quotidianament en aquest suburbi barraquista, girà a posicions d'esquerra, fins a militar a Comissions Obreres i el Partit Comunista d'Espanya dins l'oposició al franquisme.
Partidari ja d'una Església popular i propera al poble, dirigí o va prendre part destacada en nombroses iniciatives i reivindicacions tant polítiques com veïnals que afavoreixen al barri i donen suport l'arribada de la democràcia a Espanya. En la seva 85è aniversari, l'Associació de Veïns del Pozo del Tío Raimundo li va obsequiar amb una placa commemorativa on es llegeix: "José María de Llanos va venir al Pozo camí de Déu, va ensopegar amb l'home i de la seva mà arribarà a ell".
El 1985 va rebre el Premi Internacional Alfonso Comín.